# Cristofano Fumi
Cristofano Fumi detto Cristofanone (Montepulciano, 14 luglio 1724 – Montepulciano, 13 novembre 1772) è stato un fantino italiano.
Vinse una volta il Palio di Siena su almeno due partecipazioni.
Tuttavia, non esiste una documentazione completa che consenta di ricostruirne integralmente le presenze in Piazza del Campo.

## Carriera
Di Cristofanone è nota la vittoria del Palio del 7 luglio 1754 con il giubbetto della Selva, al termine di una carriera ricordata dalle cronache come assai combattuta tra i fantini che vi presero parte.
Corse sicuramente, per il Leocorno, anche il Palio del 3 luglio 1757, vinto dall'Onda con Bastianone.

## Presenze al Palio di Siena
Le vittorie sono evidenziate ed indicate in neretto.
| Palio         | Contrada | Cavallo                                | Note |
| ------------- | -------- | -------------------------------------- | ---- |
| 7 luglio 1754 | Selva    | Morello maltinto di Giuseppe Giannotti |      |
| 3 luglio 1757 | Leocorno | Baio di Giuseppe Giannotti             |      |